# Saint-Denis-des-Monts
Saint-Denis-des-Monts is een gemeente in het Franse departement Eure (regio Normandië) en telt 185 inwoners (2005). De plaats maakt deel uit van het arrondissement Bernay.

## Geografie
De oppervlakte van Saint-Denis-des-Monts bedraagt 3,9 km², de bevolkingsdichtheid is 47,4 inwoners per km².
De onderstaande kaart toont de ligging van Saint-Denis-des-Monts met de belangrijkste infrastructuur en aangrenzende gemeenten.

## Demografie
Onderstaande figuur toont het verloop van het inwonertal (bron: INSEE-tellingen).